# 芒特弗農 (密蘇里州)
芒特弗農（英語：Mount Vernon）是位於美國密蘇里州勞倫斯縣的城市。同時該地也是勞倫斯縣的縣治。

## 人口
根據2020年美國人口普查的數據，芒特弗農的面積為10.62平方千米，皆為陸地。當地共有人口4526人，而人口密度為每平方千米426人。